# 트랜슬레이터
트랜슬레이터(translator), 번역기 또는 프로그래밍 언어 처리기(programming language processor)는 인간이 편리한 형식으로 작성된 프로그래밍 명령을 컴퓨터가 이해하고 처리할 수 있는 기계어 코드로 변환하는 컴퓨터 프로그램이다. 이는 컴파일러, 어셈블러 또는 인터프리터(코드를 한 컴퓨터 언어에서 다른 컴퓨터 언어로 변환하는 모든 것)를 지칭할 수 있는 일반적인 용어이다. 여기에는 C++ 및 자바와 같은 고급 컴퓨터 언어와 사람이 읽을 수 있는 컴퓨터 언어, Java 바이트코드와 같은 중간 수준 언어, 어셈블리어 및 기계 코드와 같은 저수준 언어, 서로 다른 컴퓨팅에서 유사한 수준의 언어 간 번역이 포함된다. 플랫폼뿐만 아니라 이들 중 하나에서 이들 중 하나까지. 소프트웨어와 하드웨어는 컴퓨팅에서 서로 다른 수준의 추상화를 나타낸다. 소프트웨어는 일반적으로 사람이 이해하고 조작하기 쉬운 고급 프로그래밍 언어로 작성되는 반면, 하드웨어 구현에는 물리적 구성 요소와 상호 연결에 대한 낮은 수준의 설명이 포함된다. 번역기 컴퓨팅은 이러한 추상화 수준 간의 변환을 용이하게 한다. 전반적으로 변환기 컴퓨팅은 소프트웨어와 하드웨어 구현 간의 격차를 해소하는 데 중요한 역할을 하여 개발자가 각 플랫폼의 장점을 활용하고 애플리케이션의 특정 요구 사항에 따라 성능, 전력 효율성 및 기타 측정 항목을 최적화할 수 있도록 해준다.

## 같이 보기
- 이진 변환(바이너리 대 바이너리, 보통은 코드)
- 소스 대 소스 컴파일러
- 재작성 (소스 대 소스, 보통은 코드)
- 데이터 컨버전 (바이너리 대 바이너리, 보통은 데이터)
- 트랜스코드 (바이너리 대 바이너리, 데이터)